# Distretto di Iași
Il distretto di Iași (in rumeno  Județul Iași) è uno dei 41 distretti della Romania, ubicato nella regione storica della Moldavia.

## Centri principali
| Comune                    | Abitanti |
| ------------------------- | -------- |
| Iași                      | 271 692  |
| Pașcani                   | 30 766   |
| Miroslava                 | 28 534   |
| Ciurea                    | 17 254   |
| Valea Lupului             | 14 510   |
| Holboca                   | 13 697   |
| Tomești                   | 12 169   |
| Hârlău                    | 10 349   |
| Belcești                  | 10 231   |
| Dati del 1º dicembre 2021 |          |

## Geografia antropica

### Suddivisioni amministrative
Il distretto presenta una suddivisione amministrativa con 2 municipalità, 3 città e 93 comuni. Inoltre è prevista un'area amministrativa metropolitana di 14 comuni che fanno perno attorno a quello principale del distretto:
- Zona metropolitana di Iași

#### Municipalità
- Iași
- Pașcani

#### Città
- Hârlău
- Podu Iloaiei
- Târgu Frumos

#### Comuni
- Alexandru Ioan Cuza
- Andrieșeni
- Aroneanu
- Balș
- Bălțați
- Bârnova
- Belcești
- Bivolari
- Brăești
- Butea
- Ceplenița
- Ciohorăni
- Ciortești
- Ciurea
- Coarnele Caprei
- Comarna
- Costești
- Costuleni
- Cotnari

- Cozmești
- Cristești
- Cucuteni
- Dagâța
- Deleni
- Dobrovăț
- Dolhești
- Drăgușeni
- Dumești
- Erbiceni
- Fântânele
- Focuri
- Golăiești
- Gorban
- Grajduri
- Gropnița
- Grozești
- Hălăucești
- Hărmănești

- Heleșteni
- Holboca
- Horlești
- Ion Neculce
- Ipatele
- Lespezi
- Lețcani
- Lungani
- Mădârjac
- Mircești
- Mironeasa
- Miroslava
- Miroslovești
- Mogoșești
- Mogoșești-Siret
- Moșna
- Moțca
- Movileni
- Oțeleni

- Plugari
- Popești
- Popricani
- Prisăcani
- Probota
- Răchiteni
- Răducăneni
- Rediu
- Românești
- Roșcani
- Ruginoasa
- Scânteia
- Schitu Duca
- Scobinți
- Sinești
- Sirețel
- Stolniceni-Prăjescu
- Strunga

- Șcheia
- Șipote
- Tansa
- Tătăruși
- Todirești
- Tomești
- Trifești
- Țibana
- Țibănești
- Țigănași
- Țuțora
- Ungheni
- Valea Lupului
- Valea Seacă
- Vânători
- Victoria
- Vlădeni
- Voinești

## Geografia fisica
Il Distretto di Iași è situato su una pianura tra i fiumi Siret e Prut, mentre la città di Iași sorge sulle rive del Bahlui che è affluente del Jijia.
La morfologia è anche disegnata da dolci colline situate nella parte meridionale nell'Altopiano centrale moldavo con altezze superiori ai 400 metri, mentre nel settore settentrionale è presente la pianura moldava, ad Ovest il paesaggio è creato dal corridoio del Siret e dalle ultime propaggini dell'Altopiano di Falticen. Massiccia è la presenza di boschi in questo distretto occupando più del 15% dell'intero territorio con vegetazione tipica dell'Europa Centrale.

### Demografia e popolazione
Con l'ultimo censimento del 2002 l'area è risultata essere abitata da 816 910 abitanti attestandosi al terzo posto come numero di abitanti in Romania dopo Bucarest e il distretto di Prahova. La popolazione, che per metà vive nelle aree urbane e l'altra metà nelle aree rurali, si è raddoppiata negli ultimi sessant'anni:
- 1948 431 586
- 1956 516 635
- 1966 619 027
- 1977 729 243
- 1992 811 342
- 2002 816 910

La maggior parte di questi sono rumeni (circa il 98%) ed una piccola parte di etnia Rom.
La maggior parte professa la religione cristiano ortodossa, ma è anche presente una significativa comunità di cattolici mentre assai irrilevante è la presenza di fedeli protestanti.

## Economia
L'economia è incentrata soprattutto sull'agricoltura che occupa il 36% della popolazione e soddisfa per il 90% il fabbisogno dell'intero distretto. Come in tutto il resto del paese questo settore soffre da anni di carenze strutturali che solo ultimamente hanno trovato i fondi per il miglioramento degli strumenti. Si coltivano soprattutto Cereali, ma si ha anche una produzione vitivinicola di particolare interesse come i bianchi della zona di Cotnari zona questa che dà il nome alla varietà Grasa de Cotnari vitigno adatto a queste aree e quindi molto utilizzato, ma anche i rossi a Nord di Iassi trovano un microclima adatto per un buon sviluppo. Fiorente è anche la produzione di ortaggi in particolare pomodori.
Nell'allevamento si produce soprattutto la carne suina e quella bovina oltre a tutte le altre specie.
Nelle città principali sono presenti anche distretti industriali particolarmente incentrati nei rami della produzione di
- Farmaci
- Prodotti chimici
- Metallurgia
- Prodotti alimentari
- Prodotti tessili

## Consolati in Iași
Sia prima che dopo l'Unione dei Principati nel 1859, c'erano missioni diplomatiche permanenti nella capitale della Moldavia, come un viceconsolato francese (aperto nel 1798), il consolato d'Austria o degli Stati Uniti (1873).
Attualmente, operano a Iași le seguenti missioni diplomatiche:
- Consolato Generale della Repubblica Moldava

Consolati Onorari:
- Consolato Onorario della Repubblica Italiana
- Consolato Onorario della Repubblica Francese
- Consolato Onorario della Repubblica Turca